# Neocynorta virescens
Neocynorta virescens is een hooiwagen uit de familie Cosmetidae.